# Pseudorus distendens
Pseudorus distendens är en tvåvingeart som först beskrevs av Christian Rudolph Wilhelm Wiedemann 1828.  Pseudorus distendens ingår i släktet Pseudorus och familjen rovflugor. Inga underarter finns listade i Catalogue of Life.